# Chinook (wind)

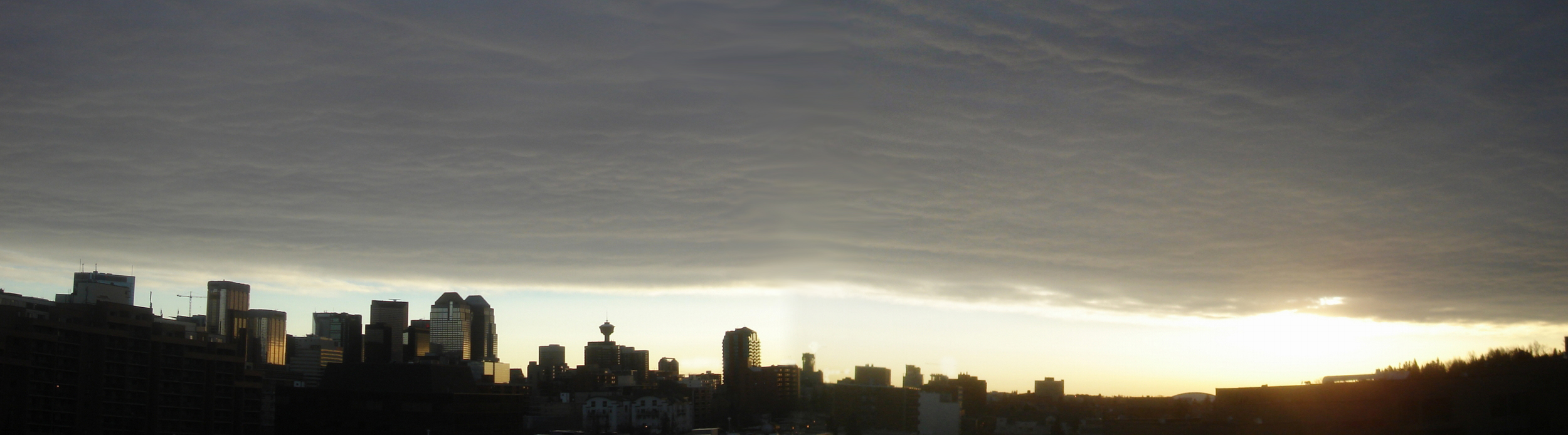
Chinook Arch boven Calgary

Een chinook is een droge en warme wind, vergelijkbaar met een föhn in de Alpen. Deze wind waait vanuit het westen over de Rocky Mountains en over de prairies in het westen van Canada (Alberta) en de Verenigde Staten (Montana). De naam chinook komt van het Chinook-indianenvolk in het noordwesten van Noord-Amerika.
Het chinookfenomeen ontstaat als gevolg van bepaalde klimatologische omstandigheden. Wanneer het weer verandert naar een chinookconditie ligt er meestal een koude deken van lucht over de Rocky Mountains en de prairies. Wind met wolken begint te waaien vanuit het westen. Wanneer deze wind eerst aan de westkant tegen de bergen opwaait krijgt de lucht een hogere relatieve vochtdichtheid en dit vocht condenseert en valt bijvoorbeeld in de vorm van regen of sneeuw. Door deze condensatie wordt de lucht steeds droger en tegelijkertijd komt de latente warmte vrij uit het vocht. Deze relatief droge en warme lucht duwt de koude lucht steeds verder naar het oosten.
Een duidelijk visueel kenmerk is de chinook arch: het wolkendek is zover naar het oosten weggeduwd dat het als een grote boog in de lucht hangt, strekkend naar het noorden en zuiden, met naar het westen een heldere lucht, en naar het oosten het resterende wolkendek. De universiteit van Calgary heeft bij de ingang een grote boog staan. Deze boog heet de Chinook Arch en symboliseert het verschijnsel dat in de lucht te zien is.
Wanneer de wind de oostkant van de bergen heeft bereikt is er weer ruimte in verticale richting en waait het vanaf de bergen naar beneden de prairie op, onder de vooralsnog zich daarboven bevindende koude lucht, die de binnenkomende lucht naar beneden duwt waardoor het adiabatisch nog warmer wordt. In steden blijft de koude lucht vaak tussen de gebouwen hangen, waardoor het mogelijk is dat het op de daken van flats of in hogere delen aangenaam warm is met temperaturen boven nul, terwijl in de laaggelegen straten nog strenge vorst heerst.
Een (meestal hard waaiende) chinook kan 's winters de temperatuur in vrij korte tijd enige tientallen graden dramatisch doen stijgen: van bijvoorbeeld -20 °C naar +10 °C of zelfs +20 °C in een paar uur. Deze verhoogde temperatuur kan een aantal dagen aanhouden waarna deze weer naar het lage niveau terugvalt. In Loma, Montana, liet een chinook op 15 januari 1972 de temperatuur van -48 °C naar +9 °C stijgen, een temperatuurverschil van 57 Celsiusgraden binnen 24 uur en daarmee een record. Op 22 januari 1943 bedroeg de temperatuur in Spearfish, South Dakota, om 7:30, -20 °C. Om 7:32 was het, dankzij een plotseling opgestoken chinook, +7 °C. Om 9:00 was het zelfs nog een beetje warmer met +12 °C, maar vrij snel daarna stopte de chinook en daalde de temperatuur in slechts 27 minuten weer naar -20 °C. 
Een chinook was er verantwoordelijk voor dat tijdens de Olympische Winterspelen in februari 1988 in Calgary de temperatuur een prettige +15 °C was. Bij het ontwerpen van de schaatsfaciliteiten (Olympic Oval) en de bobsleebaan was hier rekening mee gehouden: deze hadden koelsystemen ingebouwd om deze bevroren te houden, zelfs bij een omgevingstemperatuur van +20 °C. 
Over het algemeen wordt de chinook als hinderlijk ervaren. De wind kan orkaankracht bereiken, auto's van de weg blazen en treinen doen ontsporen. Hoewel de hoge temperatuur de sneeuw uiteindelijk zal doen smelten, wordt deze door de harde wind eerst opgewaaid wat eveneens verkeershinder geeft. Er lijkt een verband te bestaan tussen de chinook en een toename in hoofdpijn- en migraineklachten. Bovendien is het mogelijk dat in grote steden de koude lucht tussen de gebouwen blijft hangen met de door de chinook verwarmde lucht erboven, wat ertoe leidt dat luchtvervuiling eveneens in de steden blijft hangen. Ook voor planten is de chinook eerder nadelig dan voordelig omdat ze voortijdig hun winterrobuustheid verliezen. Door de warmte gaan de knoppen open, waarna de (bloem)bladeren in de daaropvolgende kou kapotvriezen.